# Cuneo Granda Volley
Cuneo Granda Volley är en volleybollklubb från Cuneo, Italien. Klubben grundades 2003. Under sitt första decennium spelade laget i de lägre serierna, men därefter gick det snabbt igenom seriesystemet. Laget debuterade i serie B2 2014/2015 och kom där på andra plats samt nådde finalen i uppflyttningsslutspelet. Detta var tillräckligt för att ta sig upp till serie B1 2015/2016. Det första året kom laget på andra plats i serien och nådde kvartsfinal i uppflyttningsslutspelet. Året efter kom de åter på andra plats i serien, men vann de istället uppflyttningsslutspelet och gick upp till serie A2.
I serie A2 kom de tvåa och förlorade semifinalen i uppflyttningsslutspelet. Genom att köpa spellicensen från serie A1-laget River Volley (som lade ner elitverksamheten) nådde de ändå den högsta serien, där de debuterade 2018–2019. Laget hamnade på nedflyttningsplats 2023–2024, men genom att ta över Volleyball Casalmaggiores licens kunde de fortsätta spela i översta serien.